# Megacyllene costaricensis
Megacyllene costaricensis là một loài bọ cánh cứng trong họ Cerambycidae.